# Nicola Geisse-Winkel

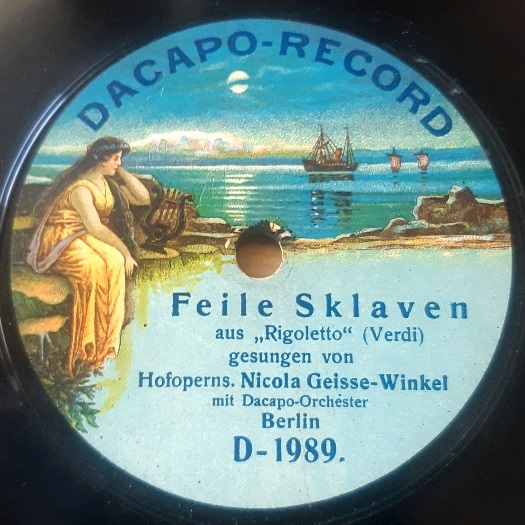
Schallplatte von Nicola Geisse-Winkel (Berlin 1912)

Nicola Geisse-Winkel (* 27. Februar 1872 in Bad Ems; † 11. August 1932 in Wiesbaden) war ein deutscher Opernsänger (Bariton).

## Leben
Geisse war Sohn eines gleichnamigen Geh. Sanitätsrats. Er studierte Gesang in Marburg, München, Budapest, Wien, Amsterdam und Straßburg. 1905 debütierte er am Hoftheater von Wiesbaden, wo er bis 1928 verblieb. Ab 1906 war er Corpsschleifenträger von Hasso-Nassovia, dem Corps seines Vaters. Er gastierte in Aachen, Amsterdam, Breslau, Budapest, Den Haag, Frankfurt am Main, Köln, Leipzig, Mainz, München, Wien, Wiesbaden und in der Schweiz. 1908 debütierte er bei den Bayreuther Festspielen. Er sang den Heerrufer in Lohengrin und den Kothner in den Meistersingern von Nürnberg.
Erste Aufnahmen für Lyrophon (Wiesbaden 1906), danach entstanden in Berlin in den Jahren 1911–13 Aufnahmen für Odeon, Gramophone, Dacapo, Pathé, Anker und Favorite.